# Leslie Comrie
Pour les articles homonymes, voir Comrie.
Leslie John Comrie est un astronome et un pionnier de l'informatique britannique, d'origine néo-zélandaise, né le 15 août 1893 et décédé le 11 décembre 1950.

## Biographie
Il est né à Pukekohe (sud d'Auckland) en Nouvelle-Zélande en 1893.